# Sencillos números uno de Pop Songs
La Lista de los sencillos números uno de Pop Songs, son listas que van por año son los sencillos número uno de la lista de Pop Songs, las listas son las canciones número uno en los Estados Unidos, y se actualizan cada mes.
La lista de "Top 40 Mainstream" (también se conoce como Pop Songs desde junio de 2009), son "Las semanas más calientes de las canciones pop, clasificadas según el "Mainstream Top 40" impresiones por la audiencia de airplay de la radio, medida por Nielsen BDS".

## Pop Songs
1992
1993
1994
1995
1996
1997
1998
1999
2000
2001
2002
2003
2004
2005
2006
2007
2008
2009
2010
2011
2012
2013
2014
2015
2016
2017
2018